# クロスタワー大阪ベイ

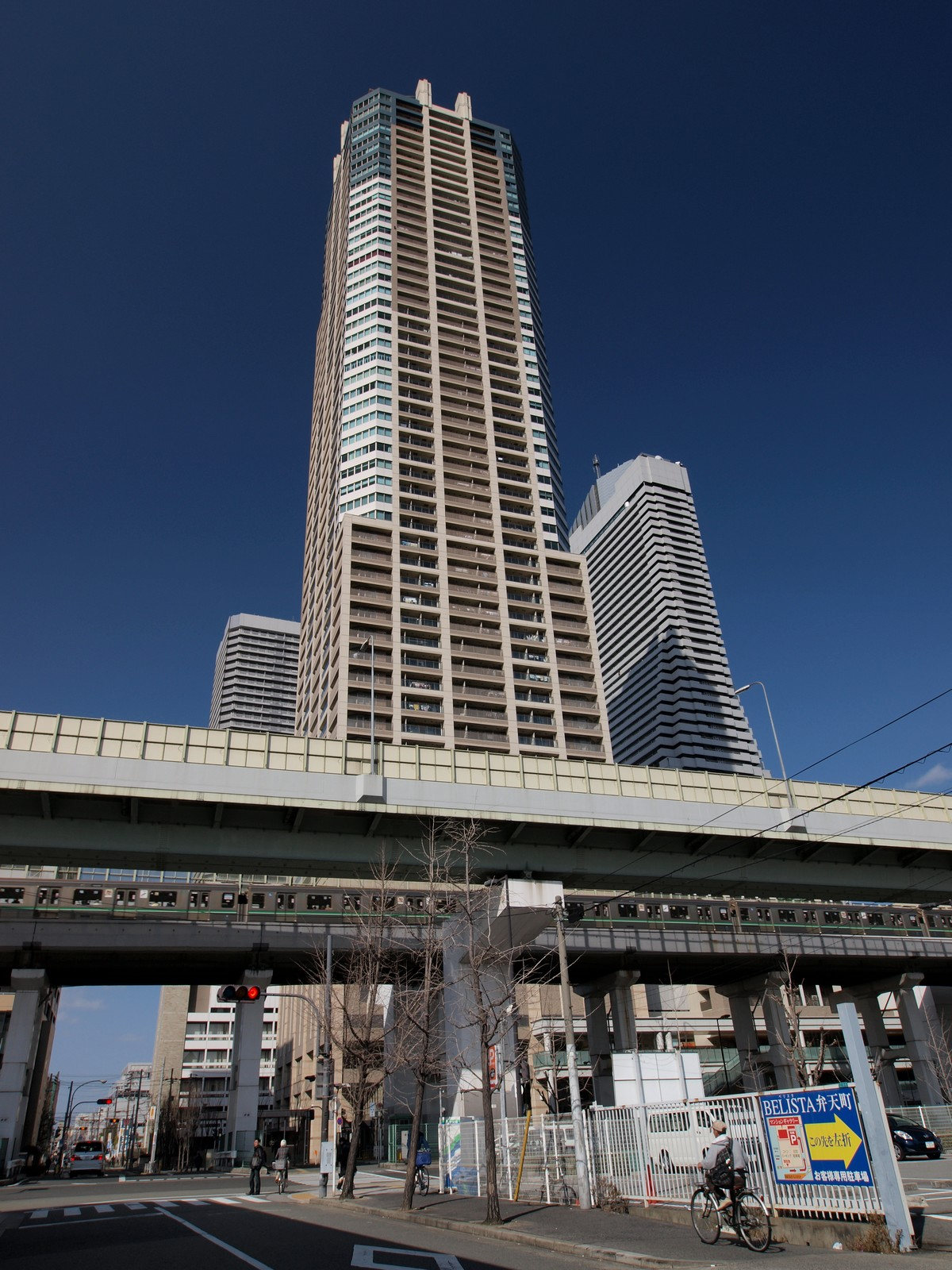
クロスタワー大阪ベイ

クロスタワー大阪ベイ（クロスタワーおおさかベイ、英語: X-TOWER OSAKA BAY）は、大阪府大阪市港区弁天1丁目に所在する超高層マンションである。

## 概要

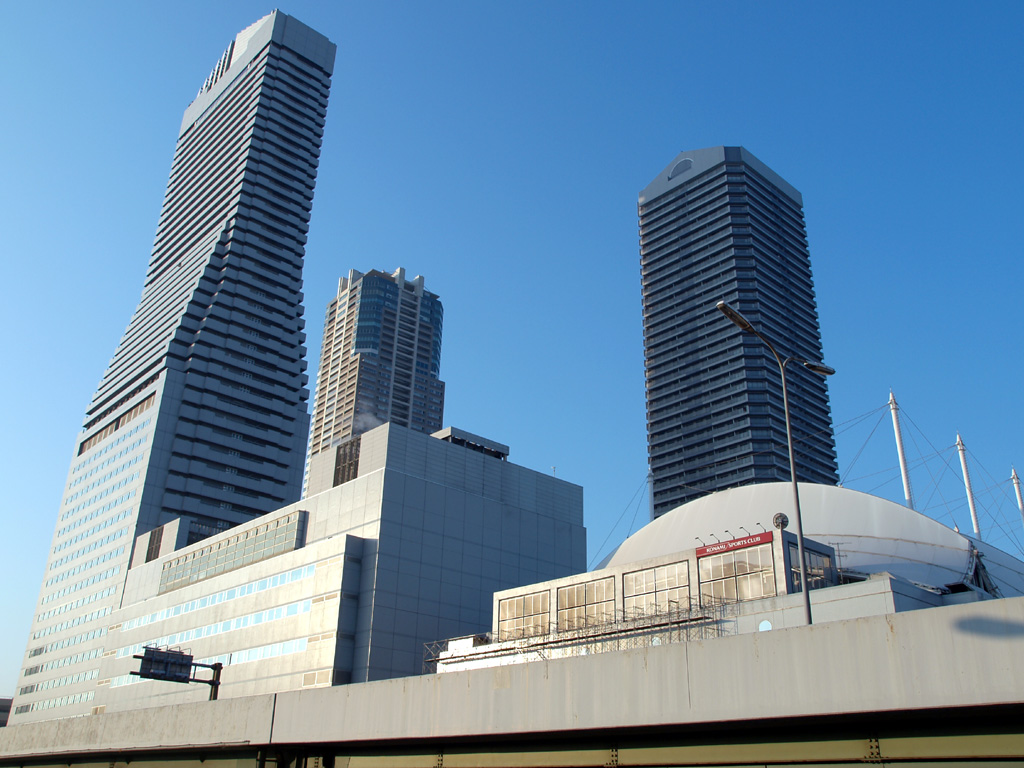
ORC 200（現：OSAKA BAY TOWER）とクロスタワー大阪ベイ

2003年（平成15年）10月に着工、2004年（平成16年）に販売開始され、2006年（平成18年）8月に竣工した。
竣工時は日本最高層の超高層マンションであり、なおかつ日本で初めて高さ200mを超えた超高層マンションでもあった。その後「The Kitahama」（北浜タワー）などの完成により、超高層マンション日本最高層の座を明け渡している。
大阪市の再開発ビル「ORC 200」（現：OSAKA BAY TOWER）が隣接する。旧名称の「ORC 200」は高さ200ｍに由来する。
分譲マンション「クロスタワー大阪ベイ」と、商業施設、高齢者用住宅、クリニックなどが入居する下層階の「ライフサポートゾーン」の2棟で構成され、共用部のデザインはアニエス・ベーが担当した。

## 立地
- 所在地：大阪市港区弁天1丁目3-1、3-2[1]
- アクセス：弁天町駅直結[1]（Osaka Metro中央線・大阪環状線）。

## 構造
- 棟数：2棟[1]
- 地上：54階[1]
- 地下：2階[1]
- 敷地面積：5,568.41m2[1]
- 建築面積：35,568.41m2[1]
- 延べ面積：81,025.91m2[1]
- 戸数：456戸[1]
- 高さ：200.375m[1]
- 構造：鉄筋コンクリート造（スーパーRCフレーム構法）[1]

## 建築・施工
- 建築主（3社共同事業）[1]
  - オリックス・リアルエステート（現：オリックス不動産）[1]
  - 三井不動産[1]
  - 阪急不動産[1]
- 設計者：昭和設計[1]
- 施工者：鹿島建設[1]